# Phép xã giao tại Nhật Bản
Phép xã giao tại Nhật Bản chi phối những kỳ vọng về hành vi xã hội tại đất nước này và được nhìn nhận là vô cùng quan trọng, thiết yếu. Giống như nhiều nền văn hóa xã hội khác, phép xã giao biến thiên rất nhiều phụ thuộc vào địa vị của một người tùy theo người được hỏi. Nhiều cuốn sách có hướng dẫn người đọc về những chi tiết nhỏ lẻ. Một vài quy ước tùy thuộc vào thực tiễn cũng như thói quen của từng vùng miền, và do đó không thể tồn tại ở khắp mọi nơi trên đất Nhật Bản. Một số tục lệ đã và đang thay đổi xuyên suốt dòng chảy lịch sử nước Nhật.

### Phép xã giao ở các nơi khác:
- Phép xã giao tại Hàn Quốc
- Phép xã giao ở châu Âu
- Phép xã giao tại Bắc Mỹ
- Phép xã giao vùng Mỹ Latinh
- Phép xã giao tại Úc và New Zealand
- Phép xã giao tại Trung Đông
- Phép xã giao tại Việt Nam
- Phép xã giao tại Myanmar
- Phép xã giao tại Indonesia
- Phép xã giao tại Pakistan